# Christoph Winckel

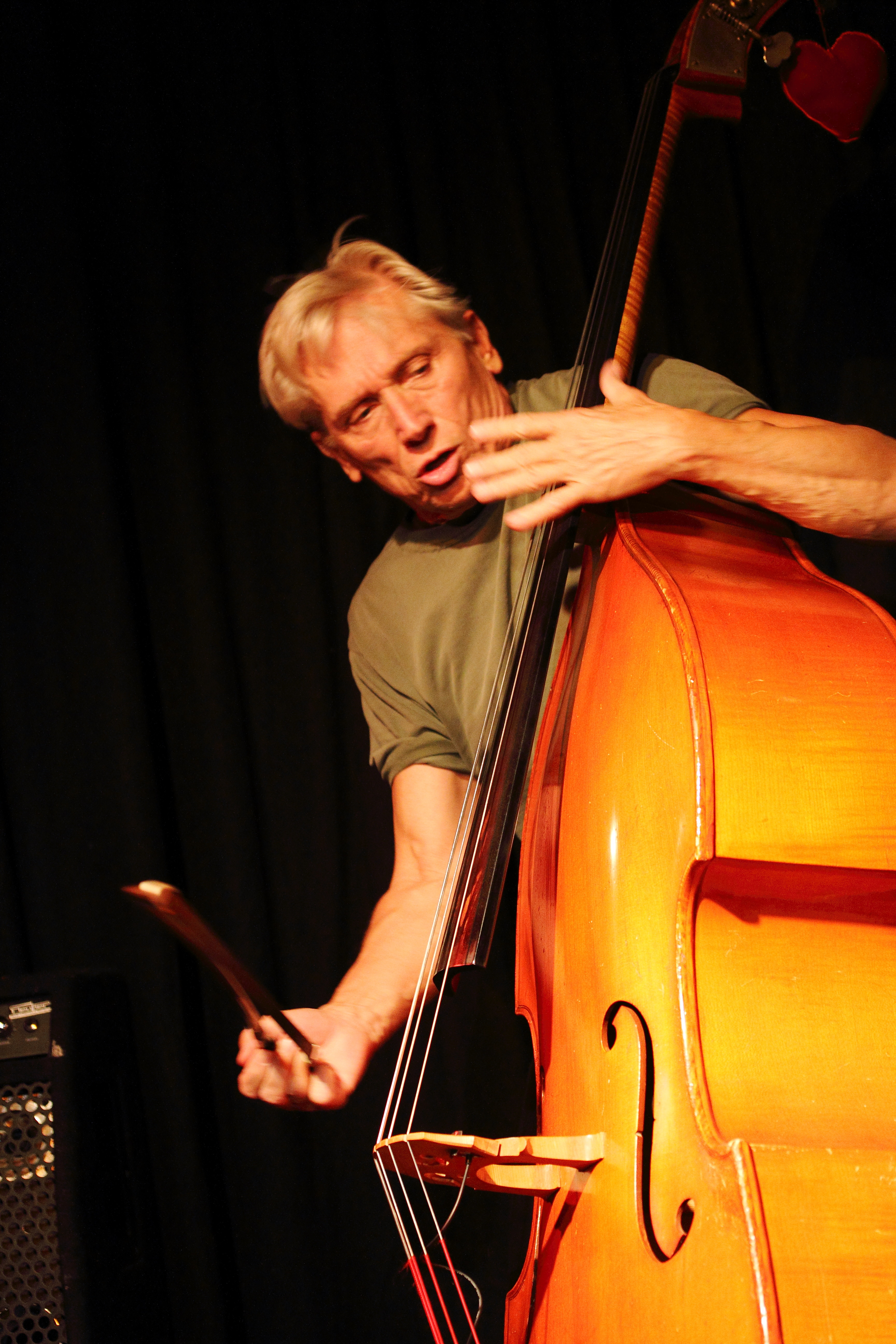
Auftritt mit Ruf der Heimat im club W71 Weikersheim, 2015

Christoph Winckel (* 22. Dezember 1950 in Zeitz) ist ein deutscher Bassist des Creative Jazz und der freien Improvisationsmusik. Er gilt als „einer der experimentierfreudigsten und originellsten Musiker“ der jüngeren Generation in Jazz und improvisierter Musik (Bert Noglik).

## Leben und Wirken
Winckel studierte in Leipzig Kontrabass. Ab 1973 war er Mitglied im Ensemble von Manfred Schulze, danach im Joe Sachse Quartett, aus dem mit Hannes Zerbe die Gruppe Osiris hervorging, die mit Leo Wright und Charlie Mariano auf Tournee ging. 1979 holte ihn Andy Altenfelder in sein Quintett, aus dem sich ein Improvisationstrio mit Johannes Bauer und Heiner Reinhardt entwickelte.
In den achtziger Jahren trat Winckel verstärkt mit eigenen experimentellen Projekten hervor – Fine mit der Tänzerin Fine Kwiatkowski, das Streichquartett 18 Draht und der sprachlich orientierten Gruppe Atropa bella donna mit dem Dichter Tohm di Roes. In dieser Zeit arbeitete Winckel wiederholt mit den Musikern Dietmar Diesner, Heiner Reinhardt, Lothar Fiedler, Peter Koch und Hansi Noack zusammen, gab Konzerte mit Tony Oxley, Radu Malfatti, John Tchicai, Phil Minton, Sven-Åke Johansson, Ernst-Ludwig Petrowsky und Walter Malli.
Mit Willi Kellers, Alan Tomlinson, Alan Wilkinson und Alex Maguire bildete Winckel die Band Tommys & Krauts. In der Schweiz entstanden Projekte um Musiker wie Urs Blöchlinger und Werner Lüdi.
Seit den neunziger Jahren arbeitete Christoph Winckel im Quartett Ruf der Heimat mit Ernst-Ludwig Petrowsky bzw. Peter Brötzmann, Thomas Borgmann und Willi Kellers. Er ging mit dem Charles Gayle Trio und mit Peter Kowald auf Tour, war Mitglied in der Gruppe O.T. des Malers A. R. Penck, spielte in Bands von Sibylle Pomorin und Chris Cutler.
In benachbarte künstlerische Bereiche führten Theatermusiken für den Regisseur Dimiter Gotscheff (mit Peter Brötzmann und Willi Kellers), Arbeiten mit dem Drei-Länder-Quartett, das Texte von Elisabeth Graul einbezog sowie Uraufführungen von Helmut-Zapf- und Georg-Katzer-Kompositionen. Tourneen führten ihn durch Europa, Russland, die USA.
Ab 2000 spielte Christoph Winckel im Alan-Tomlinson-Trio und im Manfred-Hering-Trio. Er trat mit Ruf der Heimat und der von ihm gegründeten Gruppe Machol sowie als Solomusiker auf. 2017 wurde seine HOLZ-AKTION! Bühnenstück für 9 Kontrabassisten in Berlin uraufgeführt. Er ist Mitbegründer der Bands SECHSACHSER und ÄLLÄGDROH-SCHRODD (2019).
Zu Christoph Winckels Musiker-Bilanz 1967 bis 2021 zählen 2.050 Auftritte mit 63 Bands und 190 Musikern in 22 Ländern – Europa, Russland und den USA – sowie 13 CD-Produktionen.

## Diskographische Hinweise
- Manfred Schulze Formation (rec. 1976, ed. 2009, mit Andy Altenfelder, Jürgen Kotzsch, Johannes Bauer, Manfred Hering, Joe Sachse, Wolfram Dix, Hermann Keller)
- Osiris feat. Charlie Mariano und Toto Blanke (rec. 1978, ed. 2003, mit Hannes Zerbe, Joe Sachse, Manfred Hering, Wolfram Dix)
- Ruf der Heimat (1995, mit Ernst-Ludwig Petrowsky, Thomas Borgmann, Willi Kellers)
- Machine Kaput Ruf der Heimat (1996, mit Peter Brötzmann, Thomas Borgmann, Willi Kellers)
- Ich brenne und ich werde immer brennen (1997, mit Warnfried Altmann, Bernd Born, Peter Koch, Jörg Dathe - Rezitation, Elisabeth Graul - Texte)
- Dimensionale X H2O Memory (1997, mit Bernd Born, Manfred Hering, Pinguin Moschner, Peter Koch, Joachim Schulz)
- Orkestra Kith’n Kin (1998, mit Hans Reichel, Lol Coxhill, Erik Balke, Dietmar Diesner, Thomas Borgmann, Jonas Akerblom, Martin Mayes, Pat Thomas, Mark Sanders)
- Concerto Grosso. Oh, ihr Unglücklichen! (2011, mit Heiner Reinhardt, Manfred Hering, Rainer Kühn, Joe Sachse, Wolfram Dix, Manfred Schulze, Christoph Winckel als Solisten. Leipziger Instrumentalisten und Sänger. Text von Bertolt Brecht, Kompositionen von Manfred Schulze)
- Sehnsucht nach Theo Ruf der Heimat (2011, mit Ernst-Ludwig Petrowsky, Thomas Borgmann, Willi Kellers)
- FOILS (2011, Frank Paul Schubert, mit Matthias Müller, Manfred Hering, Willi Kellers)

## Lexigraphische Einträge
- Martin Kunzler: Jazz-Lexikon. Band 2: M–Z (= rororo-Sachbuch. Bd. 16513). 2. Auflage. Rowohlt, Reinbek bei Hamburg 2004, ISBN 3-499-16513-9.